# Jadaganahalli, Davanagere
Jadaganahalli là một làng thuộc tehsil Davanagere, huyện Davanagere, bang Karnataka, Ấn Độ.